# Ushahidi
Ushahidi, Inc. (« témoignage » en Swahili) est une organisation à but non lucratif (foundation 501(c)(3)) développant le site internet Ushahidi.com, fondé en 2008, ainsi que le logiciel open source du même nom.

## Principe
Ushahidi utilise le concept de production participative (crowdsourcing) au service de la cartographie sociale. La plateforme collecte des témoignages envoyés par courrier électronique et SMS, et les place sur une carte accessible en ligne.

## Histoire
Durant les violences postélectorales survenues dans son pays, l'activiste kenyane Ory Okolloh constate que les troubles sont peu couverts par la presse et lance l'idée d'un outil permettant aux populations habitant près des zones de conflit de visualiser les « lieux dangereux »,. Elle lance le site Ushahidi en janvier 2008 avec le blogueur américain Erik Hersman et les informaticiens kényans David Kobia (en) et Juliana Rotich. En avril de la même année, ils fondent la société sans but lucratif du même nom.
Le logiciel open source développé pour le site est distribué à partir d'octobre 2008. En 2012, il est utilisé par 22 000 projets citoyens répartis dans 154 pays. Il est utilisé par le ministère supervisant les élections législatives indiennes de 2009 pour permettre aux électeurs de signaler d'éventuelles irrégularités. Après le séisme de 2010 en Haïti, le bureau de la coordination des affaires humanitaires de l'ONU l'utilise pour cartographier les zones touchées et faciliter l'aide aux sinistrés. Cette réussite a décidé le département d'État des États-Unis à mettre cet outil en avant lors des TechCamps. L'ONU fait appel à Ushahidi durant l'intervention militaire de 2011 en Libye afin de mieux coordonner l'aide humanitaire. Une carte publique et une seconde, réservée au personnel de l'ONU, sont mises en place.

## Composants
Ushahidi utilise SwiftRiver, une plateforme libre et open source, née du besoin de maîtriser l'afflux de données en temps de crise. Elle permet de filtrer et vérifier en temps réel des données provenant de canaux tels que l'outil de microblogage Twitter, le service de messagerie SMS, le courrier électronique et les flux RSS. Ce logiciel est destiné aux médias, aux organismes de secours et d'urgence et autres institutions devant trier des données en fonction de leur fiabilité.

## Récompenses
Ushahidi fait partie des dix lauréats Netexplo de l'année 2009. En 2011, Ushahidi fiigure dans la liste de « 50 Disruptive Companies » établie par le magazine américain MIT Technology Review.